# Daniel Anglès
Daniel Anglès (Barcelona, 1975) es un actor, cantante, adaptador de letras, doblador, locutor de radio, coordinador artístico teatral y director de musicales en catalán y español. Fundador y director de la escuela de música, baile, teatro i teatro musical AULES de Barcelona y de la compañía El Musical Més Petit. Conocido también por ser jurado del programa Oh Happy Day de TV3 y locutor de Radio Cataluña.
En diciembre de 2015 lanzó su primer álbum discográfico Punto de Rocío (Alias Music, 2015) versionando a Rocío Jurado.

## Carrera

### Director de musicales
- 2021 y 2023 Golfus de Roma (director)
- 2014 y 2015 Rent (director)
- 2015 Mamma Mía (director residente)
- 2014 Los miserables (director residente)
- 2014 Per sobre de totes les coses (director)
- 2009, 2010, 2012 La bella y la bestia (director residente)
- 2010 Hair (director)
- 2008 Aquests 5 anys (director)
- 2007 De Pel.lícula (director)
- 2006 Tu, Jo, Ell, Ella... i 10 anys més (director y actor)
- 2006 Merrily We Roll Along (director y actor)
- 2005 Off Broadway. El musical més petit (director y actor)
- 2004 De l'Òpera al musical. El musical més petit 2 (director)
- 2003 Jugant a Rodgers. El musical més petit (director y actor)
- 2000 Casta Diva. El musical més petit (director)
- 1998 Un cop més una mica de música. El musical més petit (director y actor)
- 1998 El somni de Mozart. El musical més petit (director y actor)
- 1996 Tu, jo, ell, ella... i Webber... i Schönberg... El musical més petit (director y actor)

### Traductor y adaptador de letras
- 2010 El llibre de la selva (adaptador de letras)
- 2009 Fiebre del sábado noche (adaptador de letras)
- 2006 Joseph and the Amazing Technicolor Dreamcoat (adaptador de letras)

### Director de casting
- 2015 Mamma Mía!
- 2009 Jesucristo Superstar
- 2006 Fama (coautor)
- 2004 Bagdad Café
- 2003 Cats
- 2002 Gaudí (coordinador artístico)
- 2002 La Ópera de cuatro cuartos

### Actor
- 2009 The Last Five Year, como Jaime
- 2005 Off Broadway
- 2006 Merrily We Roll Along, como Charley
- 2004 Hedwig & El Centímetro Cabreado
- 2004 Lluny de Broadway/ Lejos de Broadway
- 2003 Jugant a Rodgers
- 2001 Notre-Dame de París, como Gringoire
- 1999 Rent, como Mark Cohen
- 1998 El somni de Mozart
- 1998 Desert Blanc
- 1998 Un cop més… una mica de música
- 1996 Tu, jo, ell, ella… i Webber… i Schönberg…

### Director del doblaje y doblador
- 2006 Joseph i l'increïble abric en technicolor

- 1998 El geperut de Notre-Dame de Walt Disney (canciones de Quasimodo)
- 2000 The Road to El Dorado de DreamWorks (canciones de Miguel)
- Pokémon
- Las supernenas
- Baby Looney Tunes

### Televisión
- 2011 Operación Triunfo de Telecinco

- 2015 Oh Happy Day  en TV3 - como jurado

### Radio
- 2005 - 2006 locutor del programa La Quarta Paret en Catalunya Radio
- 2001 locutor del programa Òmnibus en Catalunya Radio
- 1999 - 2003 locutor del programa Tracks en Catalunya Radio

## Vida privada
Anglés es abiertamente homosexual.

## Premios
- 1997 Premio Butaca al mejor musical Tu, jo, ell, ella... i Webber... i Schönberg...
- 1998 Premio Butaca al mejor musical El somni de Mozart
- 1998 Premio Butaca a la mejor dirección de teatro musical El somni de Mozart
- 2015 nominado a Premios de Teatro Musical al Mejor Director de Escena y Mejor Diseño de Iluminación por Per sobre de totes les coses